# NGC 3645
NGC 3645 (NGC 3630) je spiralna galaktika u zviježđu Lavu. Naknadno je utvrđeno da je NGC 3630 ista galaktika.

## Vanjske poveznice
- (eng.) SEDS: NGC 3645
- (eng.) Revidirani Novi opći katalog
- (eng.) Izvangalaktička baza podataka NASA-e i IPAC-a
- (eng.) Astronomska baza podataka SIMBAD
- (eng.) VizieR